# Saint-Jores
Saint-Jores är en kommun i departementet Manche i regionen Normandie i norra Frankrike. Kommunen ligger i kantonen Périers som tillhör arrondissementet Coutances. År 2018 hade Saint-Jores 370 invånare.